# 二硫代氨基甲酸铵
二硫代氨基甲酸銨是一種黃色的晶體，分子式為NH4S(C=S)NH2 ，可溶於水，二硫代氨基甲酸銨主要用於有機合成中的環合反應，在化學分析上用於代替硫化氫和硫化銨。

## 外部連結
- 化工词典（页面存档备份，存于）